# Huamashraju
Huamashraju, Wamashraju, Yanahuacra o Rajo Colta es una montaña en la Cordillera Blanca en los Andes del Perú, de aproximadamente 5,434 metros (17,828 pies) de altura.

## Etimología
- Huamashraju, posiblemente del quechua ancashino Wamashraju:
  - en donde wamash = "es halcón" y rahu ="nieve, hielo", pudiendo significar "montaña halcón",[6] o
  - de acuerdo a César Morales Arnao, en donde wamash = "que da miedo" y rahu = "hielo", pudiendo significar "nevado que da miedo"[7]
- Yanahuacra, posiblemente del quechua ancashino Yanawaqra, en donde yana = negro, y waqra = cuerno, "cuerno negro".[6]

## Ubicación
Está situada en la región de Áncash, provincia de Huaraz, distrito de Huaraz. Huamashraju se encuentra al este de la ciudad de Huaraz, al oeste del nevado Huantsán y al noroeste de los nevados Shacsha y Cashan.

## Ascensiones históricas

### Primera Expedición
Perú: El primer ascenso fue el 15 de mayo de 1954 por J. Cabana y Arturo Soriano Bernardini por la arista SO.

## Galería

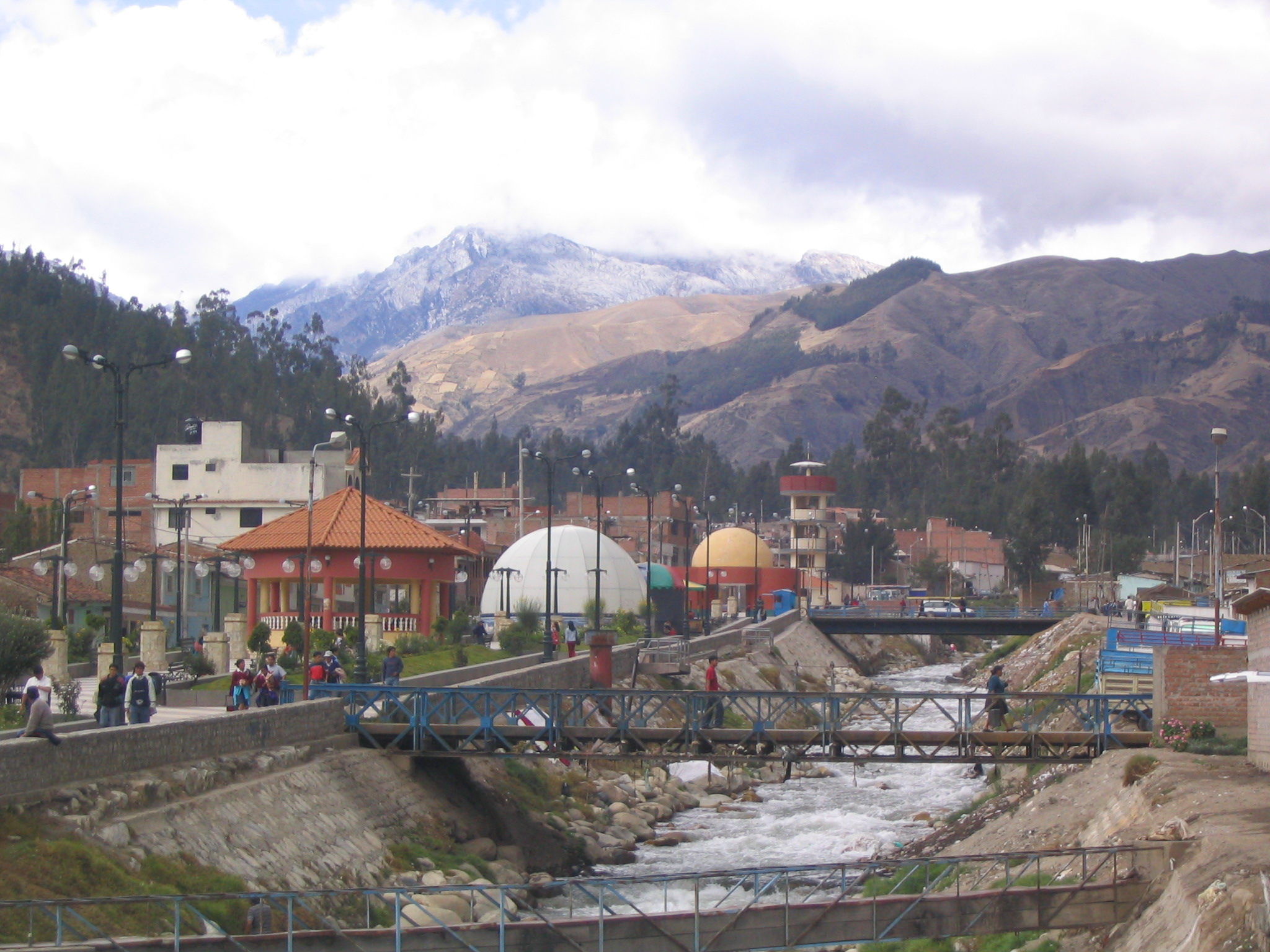
Huamashraju visto desde Huaraz
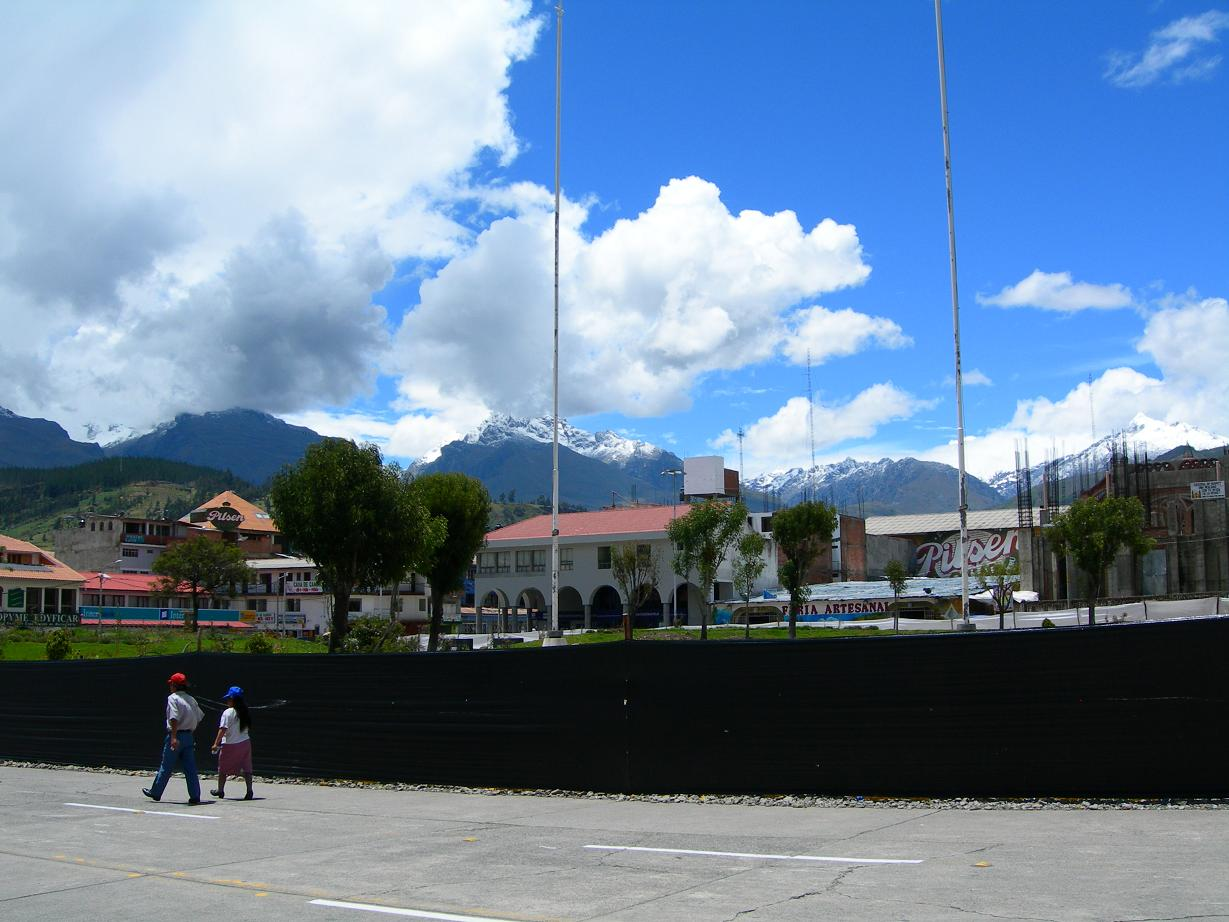
Ranrapalca (en la distancia), Rima Rima, Churup (centro, izquierda), Collapaco y Huamashraju como se ve desde Huaraz
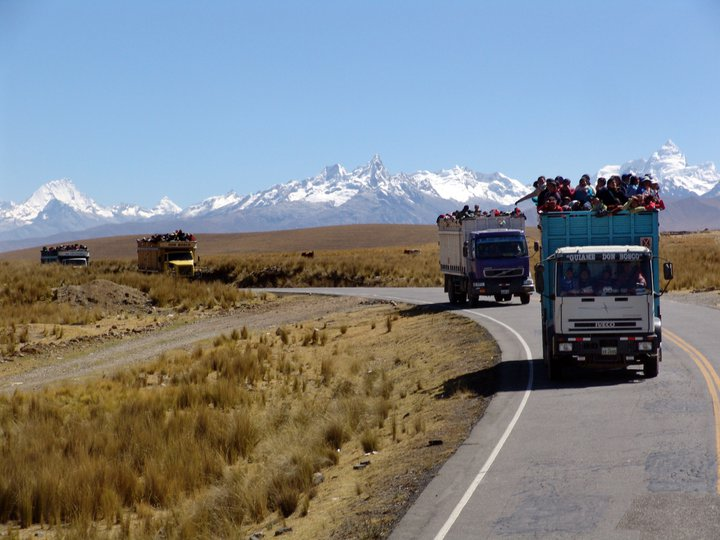
Ranrapalca (a la izquierda), Huamashraju, Cashan, Shacsha (centro) y Huantsán (a la derecha) como se ve desde el suroeste

## Recomendaciones
- Tener en cuenta que cuando se escala una montaña glaciar se deben llevar anteojos para nieve.
- Llevar zapatos especiales para escalar.
- Priorizar el abrigo.
- Conocer la ruta de acceso.